# Martwy osioł i zgilotynowana kobieta

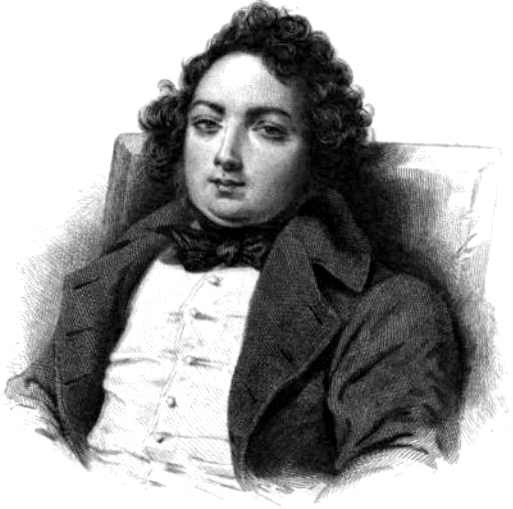
Jules Janin

Martwy osioł i zgilotynowana kobieta (oryg. fr. L'Âne mort et la femme guillotinée) – powieść Jules'a Janina z 1829, reprezentująca nurt frenetyczny francuskiego romantyzmu. Jej ostatni rozdział dopisał Honoriusz Balzak dokonując pastiszu ogólnej wymowy dzieła.

## Okoliczności powstania utworu
Pomysł powieści Janina związany był z publikacją utworu Wiktora Hugo Ostatni dzień skazańca. Janin, znany głównie jako krytyk literacki i dziennikarz, uznał dzieło to za całkowicie nieudane, ukrywające zamiłowanie autora do okropności pod płaszczykiem walki o zniesienie kary śmierci oraz wywołujące u czytelnika niepotrzebne duchowe napięcie i cierpienie. Postanowił w związku z tym napisać parodię tego utworu.

## Treść
Narrator utworu w serii oderwanych aluzji i dygresji opowiada o losach pięknej dziewczyny, Henrietty, którą spotkał niegdyś jadącą na ośle imieniem Charlot na wsi pod Paryżem, oraz o własnej mrocznej fascynacji śmiercią. Kolejne epizody pozwalają zrekonstruować losy kobiety: Henrietta, uboga chłopka, została prostytutką, początkowo prowadziła dostatnie życie, po czym została aresztowana pod zarzutem zabójstwa klienta. Została skazana na śmierć, jednak ciąża uchroniła ją przed natychmiastową egzekucją. Dopiero po upływie dziewięciu miesięcy została ścięta na gilotynie, a jej ciało zostało przekazane studentom medycyny. Obok wątku głównego w szeregu dygresji Janin wprowadza historie ludzi, którzy przeżyli własną egzekucję, w tym powieszonego i wbitego na pal.

## Cechy utworu
Martwy osioł i zgilotynowana kobieta wpisuje się we frenetyczną fascynację okropnością, w szczególności wymierzaniem kary śmierci na gilotynie, który to motyw często powtarzał się w romantycznej literaturze francuskiej (Wiktor Hugo wielokrotnie wprowadzał do swoich utworów opisy i animizację gilotyny, Charles Nodier zawarł w opowiadaniu Smarra, utrzymanym w konwencji koszmarnego snu, opis wykonania egzekucji z perspektywy skazańca, motyw egzekucji na gilotynie pojawia się w Czerwonym i czarnym Stendhala). Równocześnie zawiera jednak silny akcent społeczny – autor podkreśla niesprawiedliwość historii Henrietty, biednej dziewczyny, zmuszonej do prostytucji przez sytuację materialną i zbyt surowo skazanej na śmierć.

## Recepcja
Krytycy współcześni Janinowi przyjęli Martwego osła i zgilotynowaną kobietę dość przychylnie, ze względu na popularność nurtu frenetycznego w ówczesnej literaturze. W okresie późniejszym oceny powieści były zdecydowanie niższe. Utwór krytykowano za przesyt przedstawianych okropności, brak związku niektórych fragmentów z zasadniczym wątkiem akcji. Jean Massin twierdził również, że powieść nie spełniła swojego parodystycznego zadania, gdyż jest zbyt "dowcipnie głupia", by być porównywaną z utworem Hugo.
Część krytyków, w tym Max Milner, uznała jednak, że Martwy osioł i zgilotynowana kobieta powinien być traktowany jako parodia całego nurtu frenetycznego i że autor świadomie wyolbrzymiał panujące w nim tendencje, by ukazać absurdalność fabularną powieści tego gatunku. Potwierdzeniem tego faktu ma być ich zdaniem fakt, iż Janin w sporze romantyków z klasykami sytuował się raczej po stronie tych ostatnich. Istnieje również hipoteza, według której Janin zaczął powieść jako parodię, jednak dał się ponieść własnej wyobraźni i kolejne rozdziały pisał już zupełnie na serio, tworząc tym samym – wbrew woli – jedna z pełniejszych realizacji literackiej frenezji we Francji. Zwolennicy tej tezy, jak Maciej Żurowski, podkreślają, iż Janin, początkowo klasyk, przeszedł do obozu romantycznego, a Martwy osioł i zgilotynowana kobieta była pierwszą powieścią opublikowaną po tej zmianie poglądów. Twierdzą oni, że zarzucany książce nadmiar okropności musiał być świadomym zabiegiem, gdyż po wcześniejszych utworach frenetycznych – jak Han z Islandii czy zbiór opowiadań Wróżka Okruchów – tylko taka powieść mogłaby jeszcze zostać zauważona przez zwolenników gatunku.
Janin znalazł również swoich obrońców wśród późniejszych pisarzy francuskich – Charles Baudelaire był zwolennikiem Martwego osła i zgilotynowanej kobiety, zaś bracia Goncourt podziwiali zastosowaną w tej powieści strukturę narracyjną opartą na dygresjach i wprowadzaniu "opowieści w opowieści".